# Pugh Rogefeldt
Anders Sture Torbjörn "Pugh" Rogefeldt (uttal [pɵɡː ²ruːɡɛfɛlt] med o-ljud), född 2 mars 1947 i Västerås, död 1 maj 2023 i Slite, Othems distrikt, Gotland, var en svensk sångare, gitarrist och låtskrivare.
Han debuterade med det Grammis-vinnande albumet Ja, dä ä dä 1969, vilket var banbrytande då det var ett av de första rockalbumen på svenska. Skivan spelades in tillsammans med Jojje Wadenius och Janne "Loffe" Carlsson. Flera framgångsrika album följde på 1970-talet. 1978 tävlade han i Melodifestivalen med låten "Nattmara", som slutade på tredje plats. På 1980-talet släppte han några mindre framgångsrika album. 1990 bildade han rockbandet Grymlings vilka utgav två kommersiellt mycket framgångsrika album. Det första av dessa album innehöll Rogefeldts hitlåt "Mitt bästa för dig". Efter ett uppehåll från musiken återvände han 1999 med countryalbumet Maraton. 2008 återförenades han med Wadenius och Carlsson på albumet Vinn hjärta vinn.
2012 medverkade han i TV-programmet Så mycket bättre och 2013 utkom hans självbiografi, 73: Från Stora gatan 51 till Hog Farm. 
I december 2021 meddelade Rogefeldt att han avslutade musikkarriären eftersom han drabbats av den obotliga nervsjukdomen kortikobasal degeneration.
Pugh Rogefeldt avled 1 maj 2023 i Slite.

## Biografi

### Uppväxt
Rogefeldt växte upp i ett arbetarhem i Västerås. Fadern Ivar Rogefeldt var byggnadsmålare och modern Signe Rogefeldt var hemmafru, men ströarbetade även som servitris. I kontrast till faderns tystlåtenhet var hon mer extrovert; hon var också kulturellt intresserad. Tillsammans fick de tre söner: Olle, Torbjörn och Ingemar. Föräldrarna kom senare att skiljas efter att yngste brodern Ingemar flyttat hemifrån.
Rogefeldt gick i Skepparbackens skola i Västerås, som av honom själv har beskrivits som ett "sterilt uppfostringsläger". Klassläraren i mellanstadiet har han kallat en "gammal häxa" då hon sade till Rogefeldt att han var för mager och lat för att bli någonting. Han har också kallat sin skoltid för ett "stans första sociala experiment" då ungdomar från olika sociala klasser gick i samma skola.
Som barn sjöng han först i söndagsskolans kör, vilken han upplevde som tråkig, och därefter i en gosskör. I gosskören kände han för första gången "musikalisk glädje". Han kom i kontakt med musik på skiva via familjens radiogrammofon, däribland Ludvig van Beethovens "Ödessymfonin" och Duke Ellingtons "Diga Diga Doo". Lite senare kom han i kontakt med The Everly Brothers' musik, vilken gjorde honom "hypnotiserad". Han lyssnade även mycket till The Beatles, The Rolling Stones och The Kinks.
I tonåren spelade Rogefeldt i banden Mersey Sect och Blues Band. De var aktiva under ett par år och Rogefeldt sjöng och spelade kompgitarr. Bland annat spelades covers som The Whos "My Generation", "Susie Q" i The Rolling Stones version och Little Richards "Tutti Frutti" och "Lucille". I bandet Mersey Sect började han skriva texter på svenska, vilket senare kom att utmärka hans musik.
Då Rogefeldt var 18 år träffade han Yvonne som han gifte sig med 1968. Paret fick tre barn: Michael 1966, Paul 1968 och Kim 1970.
I tidig vuxen ålder arbetade han som målare och vid sidan av detta sysslade han med musiken. Han spelade in sina låtar på en Tandberg-bandspelare. Han valde ut tre av dessa som han skickade till olika skivbolag. Det enda som hörde av sig var Metronome, vars producent Anders Burman lät meddela att man omedelbart ville spela in ett album. Rogefeldt gjorde vid tidpunkten militärtjänstgöring i Strängnäs och nekades permission för att göra inspelningen. Detta ledde till att Rogefeldt rymde från det militära med påföljden att han blev dömd till tre månaders fängelse (som han dock avtjänade efter att debutalbumet getts ut) vilket avtjänades i fängelset i Visby. Efter fängelsevistelsen på Gotland svor han på att aldrig återvända till ön. Dock blev det så att han kom att bosätta sig på ön senare i livet. 
Det var även i mötet med Burman som artistnamnet Pugh föddes. När Burman frågade Rogefeldt vad han hade tänkt sig för artistnamn kom Rogefeldt av en slump att tänka på en konstnär han kände, Pug Karlsson. Burman gillade namnet och artistnamnet var därmed fött.
Pugh Rogefeldt var kusin med pianisten och kompositören Stefan Nilsson, bägge med rötter i Kukasjärvi, Norrbotten.

### Debuten
Rogefeldt debuterade i november 1968 med singeln Haru vart på cirkus. Albumdebuten kom 1969. Första LP:n hette officiellt "Pugh (Ja, dä ä dä)" men är känd som enbart Ja, dä ä dä, producerat av Burman, som Rogefeldt också kom att arbeta med på flera av sina kommande album. På albumet medverkade också gitarristen och basisten Jojje Wadenius och trumslagaren Janne "Loffe" Carlsson. Michael B. Tretow fanns med som tekniker. Albumet innehåller flera av Rogefeldts mest kända kompositioner såsom "Här kommer natten" (även utgiven som singel 1969), "Små lätta moln" och Bertolt Brecht-tolkningen "Surabaya Johnny". Albumet belönades med en Grammis för bästa debutpopulärproduktion 1970.
Albumet väckte uppmärksamhet för att det var ett av de första rockalbumen på svenska. Rogefeldts sångstil var också utmärkande där han drog på vokaler och använde språket på ett sätt som inte gjorts tidigare i Sverige. Texterna hade ofta en naivistisk ton och innehöll direktöversättningar från amerikansk och engelsk pop. Till exempel var låten "Här kommer natten" en sådan av Thems "Here Comes the Night". Ja, dä ä dä väckte också uppmärksamhet för sin psykedeliska rock. Genom albumet banade Rogefeldt väg för andra rockband att också sjunga på svenska. Rogefeldt tävlade som kompositör i Melodifestivalen redan 1969 med låten "Sommarflicka" som Svante Thuresson framförde.

### 1970-talet
Debuten följdes av Pughish (1970), även detta med Wadenius och Loffe Carlsson som medmusiker och Burman som producent. Pughish hade samma symbiotiska rock som debuten och influenser från funk, jazz, folkmusik, bluesrock och till och med barnlåtar kunde skönjas. Från albumet släpptes singeln Föräldralåten.
På nästa album, 1972 års Hollywood, hade samarbetet med Wadenius och Loffe Carlsson brutits. I deras ställe medverkade många andra musiker på skivan, däribland Kenny Håkansson och Lasse Wellander på gitarr, Göran Lagerberg på bas Jan Bandel på trummor. Även Bernt Staf och Kisa Magnusson gästade skivan på sång. Producent var precis som på de två första albumen Anders Burman. Samma år utgavs två singlar tillsammans med Nature, En gång tog jag tåget bort och Slavsång.
1973 släpptes Pugh on the Rocks, ett coveralbum där Rogefeldt tolkar bland andra Alice Tegnérs "Bä, bä, vita lamm", Chuck Berrys "Reelin' and Rockin'" och Arthur Crudups "That's All Right". Burman var producent och medverkade gjorde även bland andra Janne Schaffer, Peps Persson och Christer Eklund.
Året efter bildade han bandet Rainrock där hans bror Ingemar Rogefeldt spelade gitarr, Bo Frölander trummor och Roger Pettersson bas. Med det nya bandet utvecklade Rogefeldt ett hårdare rocksound och övergav delvis den lekfullhet som präglat de tidiga albumen. Med det nya bandet utgav han 1974 skivan Bolla och rulla. Albumet producerades av Burman och innehöll välkända låtar som "Hog Farm" och "Dinga linga Lena", den senare även släppt som singel samma år. Rogefeldt gick nu in i sin kommersiellt sett mest framgångsrika period ditintills och fick för detta utstå kritik från proggrörelsen. Rogefeldt har senare kommenterat rörelsen med orden "Proggarna tog så väldigt allvarligt på allting. Det fanns så mycket regler om hur musiken skulle låta och vad texterna skulle handla om. Jag förstod det aldrig. Det var som en sekt."
Under tre veckor i slutet av 1974 var Rogefeldt och Rainrock ute på en inomhusturné tillsammans med Ola Magnell och Janne Lucas Persson under namnet Ett steg till. Tre av konserterna från den 1–3 december sammanställdes till livealbumet Ett steg till, vilken utkom 1975 som en dubbel-LP. Skivan innehöll flera nya låtar från Rogefeldt, däribland "Vandrar i ett regn". Under konserterna framfördes även klassiska stycken av Persson. Skivan sålde i över 100 000 exemplar.
På nästa album, 1977 års Bamalama, bytte Rogefeldt delvis musikalisk inriktning. Albumet var influerat av country och r&b och spelades delvis in i Muscle Shoals Sounds Studio i Alabama, USA. På albumet samarbetade Rogefeldt återigen med Wadenius. Även Marie Bergman och Björn J:son Lindh medverkade på skivan. Producent var Anders Burman. Bland låtmaterialet återfinns bland annat "Vår kommunale man", en tolkning av Woody Guthries "Vigilante Man". Albumet nådde en åttondeplats på den svenska albumlistan.
Rogefeldt ställde upp i Melodifestivalen 1978 med låten "Nattmara", vilken slutade på en delad tredjeplats med 85 poäng. Låten blev framgångsrik och toppade Svensktoppen under två veckor 1978. Den utgavs också som singel, både på svenska och engelska (med titeln "Night Creeper"). Den svenska versionen tog sig in på den svenska singellistan med en andraplats som bästa placering. Låten utgavs inte på något studioalbum, men finns med på 1978 års samlingsalbum Pugh 1968–1978.
1978 utgavs också albumet Attityder, producerat av Anders Berglund och Rogefeldt. Berglund medverkade också som musiker tillsammans med bland andra Roger Palm och Johan Stengård. Därtill gästsjöng bland andra Marie Bergman, Maritza Horn och Mats Ronander på albumet. Albumet blev ingen succé och nådde endast 34:e plats på den svenska albumlistan. Skivans enda singel, Solenergi, tog sig inte in på singellistan.

### 1980-talet
Rogefeldt bytte under tidigt 1980-tal skivbolag från Metronome till EMI. Han upplöste även kompbandet Rainrock. Första albumet på nya bolaget blev 1981 års Het. Skivan producerades av Bengt Palmers och kompades av en uppsättning nya musiker, däribland Hempo Hildén. Skivan nådde en sjätteplats på albumlistan. Första singeln Stockholm nådde en tiondeplats på singellistan, medan den andra, Tuggummit, inte tog sig in på listorna. På skivan finns också låten "Aftonfalken" skriven tillsammans med Ulf Lundell. Mats Huldén översatte låten till Muuttohaukka och den blev Finlands tredje mest sålda singel 1983, sjungen av Riki Sorsa. Året efter utgavs singeln Pop o twist, vilken floppade.
1980-talet kom att bli en nedgång kommersiellt för Rogefeldt och han utgav flera album som inte motsvarade tidigare framgångar. 1983 kom Face, vilket endast innehöll låtar på engelska. Face nådde 39:e plats på den svenska albumlistan, men stannade dock bara i en vecka. Ingen av låtarna släpptes som singel.
Framgången uteblev även med nästa album, 1985 års Hammarhjärta, som inte alls tog sig in på listorna. Albumet var inspirerat av asatro, vilket gjorde att Rogefeldt blev misstagen för att vara nazist. På skivan hade Rogefeldt återförenats med det tidigare kompbandet Rainrock. Anders Burman hade också återvänt som producent.
1986 kom det självbetitlade albumet Pugh Rogefeldt. Skivan producerades av Anders Burman och Tomas Ledin. Alla låtar skrevs av Rogefeldt och spelades in i Polar Studios. Flera etablerade artister medverkade, däribland Björn Skifs, Anna-Carin Larsson och Ledin. Från skivan utgavs singeln Två lika är ett, vilken inte tog sig in på listorna. Albumet som helhet nådde 47:e plats på albumlistan.
Efter detta följde ett par års tystnad innan Rogefeldt 1988 bidrog med två låtar till Cornelis Vreeswijk-hyllningsalbumet Den flygande holländaren. 1989 medverkade han på Eldkvarns turné Cirkus Broadway. I oktober samma år återförenades han med Ola Magnell, Janne Lucas Persson och Rainrock, vilka han turnerat tillsammans med 1974. Bandet spelade på Melody Electric Café i Stockholm och framförde skivan Ett steg till från början till slut med undantag av låtarna "Långt ute på landet" och "Jesus". Samma år släpptes samlingsalbumet Pugh's klassiker och singeln En ny rebell i byn, vilken sjöngs tillsammans med Mikael Rickfors. Låten låg fyra veckor på Svensktoppen med en sjätteplats som bästa placering.

### 1990-talet
1990 bildade Rogefeldt bandet Grymlings tillsammans med Göran Lagerberg, Mikael Rickfors och Magnus Lindberg. Sommaren samma år spelade gruppen in sitt debutalbum Grymlings, vilket kom att bli en försäljningsmässig succé med 170 000 sålda album. Skivans stora hit blev låten "Mitt bästa för dig", skriven av Rogefeldt. Den låg 23 veckor på Svensktoppen 1990–1991, 14 av dessa på förstaplatsen. Även skivans andra singel "Där gullvivan blommar", skriven av Rogefeldt tillsammans med Rickfors, blev framgångsrik och tillbringade 22 veckor på listan med en andraplats som bästa placering.
Samtidigt som Svensktoppsframgångarna med Grymlings pågick släppte Rogefeldt sitt första studioalbum på fem år, Människors hantverk (1991). Skivan producerades av Lasse Lindbom och Rogefeldt. Flera etablerade artister medverkade, däribland nyckelharpisten Åsa Jinder, musikgruppen The Boppers och Lasse Englund. Trots goda recensioner sålde skivan dåligt. Den nådde en artondeplats på albumlistan. Från skivan släpptes låtarna "Snart kommer det en vind", "Ingenting för ingenting", "Bröllopsklockor" och "Det är aldrig för sent" som singlar. "Snart kommer det en vind" blev en hit och låg bland annat på Svensktoppens förstaplats 1990. "Bröllopsklockor" låg en tid på Svensktoppen 1992. Övriga singlar nådde inte någon listplacering. Samma år utgavs också samlingsalbumet Aftonfalken.
Grymlings följde upp debuten med ytterligare ett framgångsrikt album, Grymlings II, 1992. Albumet hamnade som bäst på 11:e plats på albumlistan. Skivans första singel En glädjesång låg två veckor Svensktoppen. Framgången med Grymlings gjorde att Rogefeldt kunde flytta ut på landet och ta en paus från musiken. Uppehållet skulle komma att vara i sju år. Under uppehållet utgavs två samlingsalbum:  Bilder (1993) och 22 (1994).
Han återkom 1999 med albumet Maraton, vilket fick bra kritik. Skivan hade ett tydligt countrysound  och bland andra Joakim Thåström medverkar, med sång på Woody Guthrie-tolkningen "Vår kommunale man". Låten "Gammeldags tro" blev en hit på Svensktoppen, med en andraplats som främsta merit. Per Gessle spelade tramporgel på detta spår. Samma år gästade Rogefeldt ett spår på Petters album Bananrepubliken.

### 2000-talet
Efter Maraton blev det återigen tyst från Rogefeldt. 2000 utkom samlingsalbumet Guldkorn följt av ytterligare en samling 2003, Pughs bästa. 2003 släpptes också samlingsboxen Pugh, en box om fyra CD-skivor med totalt 75 låtar. Flera av dessa var tidigare outgivna och medföljde gjorde även ett 68 sidor långt texthäfte där Rogefeldt med flera beskriver hans karriär. Boxen vann en grammis i den öppna kategorin.
År 2004 uppträdde han som förband åt Gyllene Tider på deras 25-årsturné. Han utgav också samlingsalbumet Guldgruvan – kuriosa 1968–2002 som till hälften bestod av tidigare outgivet material. Året efter gav han ut skivan Opluggad Pugh där han tolkade en del av sina tidigare utgivna låtar. Stefan Sundström och Laleh Pourkarim medverkade med sång och The Ark–trummisen Sylvester Schlegel spelade trummor. Ytterligare ett samlingsalbum utgavs samma år, Klassiker.
Efter att inte ha spelat tillsammans sedan 1970 återförenades Rogefeldt 2006 med Jojje Wadenius och Janne "Loffe" Carlsson för en serie konserter. Detta ledde i sin tur till att gruppen började planera en skiva tillsammans. Rogefeldt skrev låtar i sitt hem på Gotland under sex veckor och resultatet blev 2008 års album Vinn hjärta vinn, producerat av Martin Axén från The Ark. Musikaliskt var skivan en tillbakagång till det rocksound som präglade Rogefeldts tidigaste skivor.

### 2010-talet
Under 2012 medverkade Rogefeldt i TV4:s program Så mycket bättre. Den 29 oktober utgavs samlingsalbumet Dä va då dä, vilket hamnade på en fjärdeplacering på den svenska albumlistan.
Den 1 januari 2013 utkom en EP med låtarna från Så mycket bättre, Tolkningarna. 2013 utgavs även den självbiografiska boken 73.
Pugh Rogefeldt tilldelades 2019 års Cornelis Vreeswijk-stipendium, 750 000 kr.

## Privatliv
Rogefeldt var från 1987 bosatt i Lokrume på Gotland. Han fick fyra barn.

## Diskografi
| - 1969 – Ja, dä ä dä - 1970 – Pughish - 1972 – Hollywood - 1973 – Pugh on the Rocks - 1974 – Bolla och rulla - 1977 – Bamalama - 1978 – Attityder - 1981 – Het - 1983 – Face - 1985 – Hammarhjärta - 1986 – Pugh Rogefeldt - 1991 – Människors hantverk - 1999 – Maraton - 2005 – Opluggad Pugh - 2008 – Vinn hjärta vinn | - 1978 – Pugh 1968–1978 - 1989 – Pugh's klassiker - 1991 – Aftonfalken - 1993 – Bilder - 1994 – 22 - 2000 – Guldkorn - 2003 – Pughs bästa - 2003 – Pugh - 2004 – Guldgruvan – kuriosa 1968–2002 - 2005 – Klassiker - 2012 – Dä va då dä - 1975 – Ett steg till - 2013 – Tolkningarna | - 1968 – Haru vart på cirkus - 1969 – Här kommer natten - 1970 – Föräldralåten - 1972 – En gång tog jag tåget bort - 1972 – Slavsång - 1974 – Dinga linga Lena - 1978 – Nattmara - 1978 – Solenergi - 1981 – Stockholm - 1981 – Tuggummit - 1982 – Pop o twist - 1986 – Två lika är ett - 1989 – En ny rebell i byn - 1990 – Snart kommer det en vind - 1991 – Ingenting för ingenting - 1991 – Bröllopsklockor - 1992 – Det är aldrig för sent - 2022 – Fasta klippa |